# Xanthophytum bullatum
Xanthophytum bullatum är en måreväxtart som beskrevs av Christian Tange. Xanthophytum bullatum ingår i släktet Xanthophytum och familjen måreväxter. Inga underarter finns listade i Catalogue of Life.